# Cantó d'Orbec
El cantó d'Orbec és un cantó francès del departament de Calvados, situat al districte de Lisieux. Té 19 municipis i el cap es Orbec.

## Municipis
- Cernay
- Cerqueux
- La Chapelle-Yvon
- Courtonne-les-Deux-Églises
- La Croupte
- Familly
- La Folletière-Abenon
- Friardel
- Meulles
- Orbec
- Préaux-Saint-Sébastien
- Saint-Cyr-du-Ronceray
- Saint-Denis-de-Mailloc
- Saint-Julien-de-Mailloc
- Saint-Martin-de-Bienfaite-la-Cressonnière
- Saint-Martin-de-Mailloc
- Saint-Pierre-de-Mailloc
- Tordouet
- La Vespière

## Història
| Data d'elecció                           | Identitat       | Partit                       | Qualitat |
| ---------------------------------------- | --------------- | ---------------------------- | -------- |
| 1945-1964                                | M. Morin        | RI                           |          |
| 1964-197.                                | M. Le Dru       | UDR                          |          |
| 197.-1988                                | M. Viquesnel    | Divers droite                |          |
| 1988-2001                                | Bernard Lambert | PS                           |          |
| 2001-                                    | Patrick Beaujan | Divers droite, després MoDem |          |
| les dades anteriors no són pas conegudes |                 |                              |          |
|                                          |                 |                              |          |

## Demografia
| A partir de 1990: Població sense dobles comptes |